# Chaké
Chaque (Chaké), grupa plemena iz Venezuele s obje strane Serranía de los Motilones. Pripadaju široj skupini Yukpa. S istočne strane sa sjevera na jug živjela su plemena: Aguas Blancas, Cunaguasata, Tucuco, Sicacao, Parirí, Chaké, Yasa, Macoita i Macoa. Sa zapadne strane sijere sa sjevera na jug bili su: Socomba, Casacará, Milagru, Togaima i Tolima. 
Chaké su (kao i Mape i Zorca) poljodjelci polumigratorskog tipa, uzgajivaći brojnih kultura među kojima kukuruz, grah, slatki krumpir, slatka manioka, papaja, ananas, duhan, i drugo. Poznaval isu tkalačke stanove a bili su i vješti u pletenju košara. Njihova nošnja je duga pamučn tunika tipična Arhuaco plemenima sa Sijere. Vješti su i kao lovci i kao ribari. Ribu love lukom i strijelom. Pasa nisu imali, a jedino pleme za koje je poznato da je u tim krajevima imalo pse, bil isu Aburrá, a ta vrsta pasa bila je mutava. Sela im je posjetio Bolinder (1925) sastoje se od jednostavnih natkrivenih nastambi koje asu jedva pružala ikakvu zaštitu od kiše i hladnoće. Pod je prekriven paprati i rogožinama na kojima se spavalo. Visećih mreža za spavanje i klupa nisu imali. Prevladava monogamija, a prakticiraju ritualnu izolaciju nečistih djevojaka koje dobivaju prvu menstruaciju. Djevojku izoliraju u neku posebnu kolibu gdje o njoj narednih deset dana brine neka starija žena iz sela.
Chaké su opisani kao ljudi niskog, gotov pigmoidnog stasa.